# Rădăcina clitorisului
Rădăcinile clitorisului (pedunculii, pilierii) constituie cele două ramuri interne a corpilor cavernoși, sudate pe buza interioară a ramurii ischio-pubiene. Fiecare ramură a rădăcinii este acoperită de mușchii ischiocavernoși. Rădăcinile clitoridiene flanchează uretra, vaginul și aderă intim la bulbii vestibulari.

## Morfologie și anatomie
Rădăcinile clitorisului iau naștere pe fața internă a ramurilor ischiopubiene și sunt ascunse în loja bulboclitoridiană a perineului. Extremitățile posterioare ale rădăcinilor sunt ascuțite, dar devin cilindrice în timp ce înaintează oblic, în sus și înăuntru de-a lungul oaselor pubiene. În partea anterioară a simfizei, pe linia mediană, rădăcinile se unesc formând corpul clitorisului.
De regulă, cele două rădăcini sunt simetrice, totuși la unele femei se observă diferențe minore ale lungimii, grosimii și, mai rar, ale morfologiei. Lungimea medie a unei rădăcini (distanța dintre vârful ascuțit al corpilor cavernoși și locul de joncțiune al acestora) constituie 37 mm, diametrul mediu (măsurat în punctul de mijloc al rădăcinilor clitoridiene) este de 9 mm.
În punctul în care se unesc, rădăcinile clitorisului formează un unghi de convergență, în formă de V inversat (ogivală), cu valoarea medie 85°, prezentând variații între 50 - 95°. Convergența celor două rădăcini nu duce la contopirea corpilor cavernoși, care continuă separat până în gland. Are loc unirea doar a suprafețelor interne ale membranei albuginee ale fiecărei rădăcini, formând septul median al corpului clitorisului.
Din punct de vedere histologic, ramurile radiculară ale clitorisului (țesut erectil) înveți într-o membrană albuginee. Această membrană fibroasă și elastică conferă consistență și fermitate corpilor cavernoși.

## Fiziologie
În urma excitației sexuale spațiile cavernoase ale țesutului erectil se umplu cu sânge și, împreună cu bulbii vestibulari, se măresc în volum. Datorită amplasării pe părțile laterale ale vaginului, rădăcinile dilatate ale clitorisului asigură contactul mai apropiat a vaginului și penisului în timpul actului sexual.